# 大平インターチェンジ (静岡県)
大平インターチェンジ（おおだいらインターチェンジ）は、静岡県伊豆市大平にある伊豆縦貫自動車道（天城北道路）のインターチェンジ。三島方面へのハーフインターチェンジである。

## 接続する道路
- 国道136号
- 国道414号

※インターチェンジは国道136号と国道414号が重複している区間に接続している。
- 伊豆市道32190号線[1]（通称：大平アクセス道路[3]）

## 歴史
- 1989年（平成元年）8月8日：基本計画区間策定（大仁町 - 天城湯ヶ島町）、整備計画区間策定（大仁町 - 修善寺町）
- 2000年（平成12年）4月3日：整備計画区間策定（修善寺町 - 天城湯ヶ島町）
- 2008年（平成20年）4月11日 : 修善寺IC - 大平IC間が開通[4]。
- 2019年（平成31年）1月26日 : 大平IC - 月ケ瀬IC間が開通[5]。

## 周辺
- 駿東伊豆消防本部 田方南消防署
- ラフォーレリゾート修善寺

## 隣
伊豆縦貫自動車道・天城北道路（連絡路）
修善寺IC - 大平IC（三島方面出入口）
E70 伊豆縦貫自動車道（天城北道路）
大平IC（三島方面出入口） - 月ケ瀬IC

## 参考資料
- 伊豆縦貫自動車道パンフレット、国土交通省中部地方整備局 沼津河川国道事務所、2017年4月1日